# 直細動脈

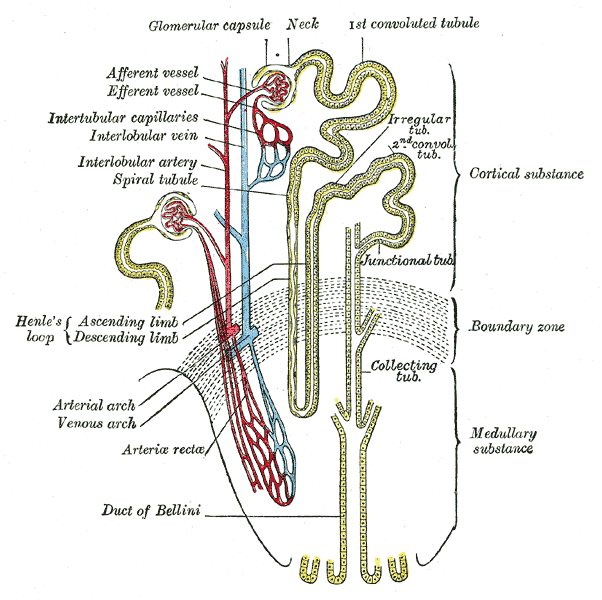
尿細管の模式図

直細動脈（ちょくさいどうみゃく、Vasa recta）は、腎臓の皮質から髄質へまっすぐ伸びる血管である。直細動脈は傍髄質部ネフロンの輸出細動脈から分枝し、ヘンレのループを囲んでいる。直血管ともいう。

## 組織学
スライド上では、血液の有無でヘンレのループと区別することができる。

## 機能
直細動脈は腎髄質でヘアピンカーブを描いており、血流はとても遅い。この二つの要素が、対向流交換系の維持に重要であり、そして腎髄質における濃度勾配を維持している。この濃度勾配の維持は腎臓が尿を濃縮することができる理由の1つである。

## 病理学
直細動脈の遅い血流のため、ここは凝固性亢進の血栓症、鎌状赤血球症を発症しやすい場所となる。虚血の結果、腎乳頭壊死を併発することがある。